# Napola

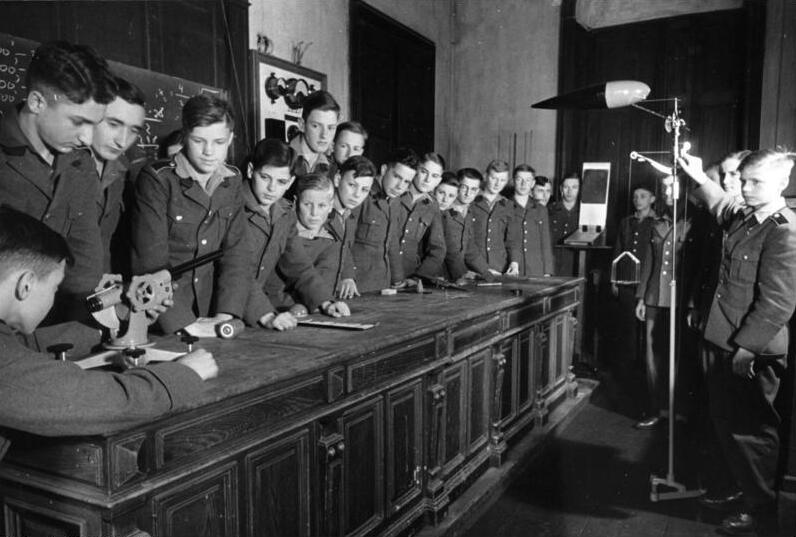
Uczniowie jednego z zakładów

Napola (oficj. Nationalpolitische Erziehungsanstalten – Narodowo-Polityczne Zakłady Wychowawcze, NPEA) – niemieckie szkoły średnie z internatem istniejące w III Rzeszy. Podlegały początkowo Ministerstwu Wychowania i SA, potem SS i były zbliżone do korpusu kadetów, przygotowywały kadry m.in. dla Wehrmachtu i Waffen-SS. NPEA Oranienstein kontynuowała tradycje Królewskiego Pruskiego Korpusu Kadetów. Pierwotnie stworzono je z myślą o chłopcach. Istniały jednak także dla dziewcząt – pierwszy utworzono w Wiedniu w 1938 roku.
Istniały podobne szkoły SS (SS-Junkerschule) i szkoły Adolfa Hitlera (Adolf-Hitler-Schule).

## Film
W 2004 roku zrealizowano niemiecki film fabularny pt.: Fabryka zła (niem. Napola – Elite für den Führer).